# Ağaçlıpınar, Kurtalan
Ağaçlıpınar là một xã thuộc huyện Kurtalan, tỉnh Siirt, Thổ Nhĩ Kỳ. Dân số thời điểm năm 2008 là 362 người.